# 西尼羅河熱
西尼羅河熱（West Nile Fever），是一種藉由蚊子傳播的典型病毒感染症，約為75%的感染者症狀輕微或毫無症狀，另有約20%的感染者會出現發燒、頭痛、噁心或長疹子的情形，不到1%的人會惡化成腦炎或腦膜炎，出現頸部僵硬、意識不清或癲癇發作等症狀。患者可能需數週至數月才會康復。若西尼羅河病毒感染神經系統，患者的致死率約為10%。
西尼羅河熱的病因是透過蚊子傳播的西尼羅河病毒；若蚊子吸食感染鳥類的血，就會將此病傳播出去。西尼羅河熱很少經由輸血或器官移植傳染、也很少透過胎盤、分娩或是哺乳傳染。西尼羅河熱的人與人之間傳染只有上述方式，沒有其他人對人的直接傳染方式。若患者為超過六十歲以上的年長者或有其他健康問題，患病的惡化風險較高。一般是透過症狀及血液檢查來進行診斷。
目前尚無人類可用的疫苗，避免被蚊子叮咬是降低感染風險的最佳方法。可行的方式為消除積水，像是清理廢棄輪胎、水桶、排水溝及游泳池；使用防蚊液、設置紗窗、蚊帳及避免去有蚊子的地方可能也都有所助益。雖然現無特定的治療方式，鎮痛藥或許有用。
西尼羅河熱會發生在歐洲、中東、非洲、印度、亞洲、亞洲及北美，據報導，在美國一年會有數以千計的病患，多發於八月和九月。西尼羅河熱也可能爆發大流行。1937 年，烏干達發現此症的病毒，1999 年，北美首次檢測出西尼羅河熱。即使馬兒有疫苗可以投用，但罹病的馬兒仍可能有嚴重的病情。在鳥兒身上設置監測系統有望早期檢測到潛在的人類大流行。

## 人体症状
大约80%的人类感染后没有明显症状。20%左右的人只有轻微的类似流感症状，如：倦怠、发热、食慾不振、恶心、眼部、头和肌肉疼痛、皮疹及淋巴结肿大等。此等候群症狀被称为西尼罗河热。
在0.7%的感染者中，病毒通过血脑屏障进入大脑后导致脑膜炎或脑炎（被稱為西尼羅河腦炎），此两类感染有致命機率，尤其对50岁以上的患者威胁较大。这些人在感染后3-15天出现症状，包括颈部僵硬、神智不清、抽筋、昏迷甚至失明，持续时间为3-6天。目前这两类疾病可透過检验血液和脑脊液的抗体诊断，但目前除了住院对症治疗外，没有特别的医治方法。即使此類病患幸運地痊癒，但此類最嚴重級別的感染仍有機會對病患的神經系統造成永久性損害。

## 馬類症狀
發燒、站不直、傾斜、精神疾病、缺乏平衡感，死亡率最高可達百分之三十。

## 診斷
病毒分析、聚合酶連鎖反應（PCR）、組織解剖、血清型，目前已有馬類的疫苗，但是還未有人類的疫苗。

## 外部連結
- De Filette M, Ulbert S, Diamond M, Sanders NN. . Vet. Res. 2012, 43 (1): 16. PMC 3311072 . PMID 22380523. doi:10.1186/1297-9716-43-16.
- . Division of Vector-Borne Diseases, U.S. Centers for Disease Control and Prevention (CDC). 2018-10-30  [2019-07-01]. （原始内容存档于2000-09-14）.
- CDC—West Nile Virus—NIOSH Workplace Safety and Health Topic（页面存档备份，存于）
- West Nile Virus Resource Guide （页面存档备份，存于）—National Pesticide Information Center
- Vaccine Research Center (VRC)—Information concerning WNV vaccine research studies
- Virus Pathogen Database and Analysis Resource (ViPR): Flaviviridae
- Species Profile- West Nile Virus (Flavivirus) （页面存档备份，存于）, National Invasive Species Information Center, United States National Agricultural Library. Lists general information and resources for West Nile Virus.
- West Nile Virus—West Nile Encephalitis Brain Scans